# -holt
Das Suffix -holt oder -holz als Bestandteil von Ortsnamen leitet sich vom niederdeutschen Wort für Holz ab, was darauf hindeutet, dass die Siedlung am oder im Wald gegründet wurde.
Holt, Holte, Holten sowie Holz und Holzen wird auch als eigenständiger Ortsname verwendet.

## Beispiele
- Altenholte
- Buchholz in der Nordheide
- Neuenholte
- Im Holte
- Vorm Holte
- Strackholt

- Holt (Schleswig)
- Holte (Wietzen)
- Holten (Oberhausen)
- Holz (Lindlar)
- Holzen (Menden)